# Couldn't Have Said It Better
Couldn't Have Said It Better es el octavo álbum de estudio publicado por el cantante estadounidense Meat Loaf el 23 de septiembre de 2003. Para este álbum, Meat Loaf no contó con la participación de su principal compositor, Jim Steinman.

## Lista de canciones
| N.º | Título                                                 | Duración |  |
| 1.  | «Couldn't Have Said It Better» (Dueto con Patti Russo) | 7:07     |  |
| 2.  | «Did I Say That?»                                      | 6:02     |  |
| 3.  | «Why Isn't That Enough?»                               | 4:07     |  |
| 4.  | «Love You Out Loud»                                    | 4:10     |  |
| 5.  | «Man of Steel» (Dueto con Pearl Aday)                  | 4:44     |  |
| 6.  | «Intermezzo» (Instrumental)                            | 1:28     |  |
| 7.  | «Testify»                                              | 4:56     |  |
| 8.  | «Tear Me Down»                                         | 3:37     |  |
| 9.  | «You're Right, I Was Wrong»                            | 3:44     |  |
| 10. | «Because of You»                                       | 3:54     |  |
| 11. | «Do It!»                                               | 2:36     |  |
| 12. | «Forever Young»                                        | 5:05     |  |
| 13. | «Mercury Blues» (Pista oculta)                         | 3:48     |  |
| 14. | «Bat Out of Hell» (En vivo)                            | 11:17    |  |

## Créditos
- Meat Loaf — voz
- Kasim Sulton – bajo, coros
- Tom Brislin – piano (2-8), Hammond B3 (2, 6, 7)
- John Miceli – batería (9, 11, 12)
- Patti Russo – voz (1), coros (11, 12)
- Pearl Aday – voz (5), coros (7)